# 健和看護学院
健和看護学院（けんわかんごがくいん）は、公益財団法人健和会が福岡県北九州市小倉北区大手町に設置する専修学校である。
全日本民主医療機関連合会(民医連)に加盟している。

## 学科
- 医療専門課程看護学科（3年課程全日制）

## 取得できる資格・免許状
- 専門士（医療専門課程）の称号[2]
- 看護師 国家試験受験資格
- 保健師・助産師学校受験資格
- 四年制大学編入学受験資格

## 看護師国家試験合格率
(この節の出典)
| 看護師国家試験実施年(卒業生年度)             | 新卒者(％) | 既卒者を含めた場合(％) | 全国平均(％) |
| -------------------------------------------- | ---------- | ---------------------- | ------------ |
| 2021年度（令和2年度）卒業生国家試験合格状況  | 89.6       | 88.5                   | 90.4         |
| 2020年度（令和元年度）卒業生国家試験合格状況 | 89.1       | 86.5                   | 89.2         |
| 2019年度（平成30年度）卒業生国家試験合格状況 | 87.1       | 84.9                   | 89.3         |
| 2018年度（平成29年度）卒業生国家試験合格状況 | 98.5       | 94.5                   | 91.0         |

## 主な就職先
- 健和会大手町病院

- 戸畑けんわ病院
- 大手町リハビリテーション病院
- 健和会京町病院
- 地域医療機能推進機構 九州病院
- 九州労災病院
- 北九州総合病院
- 新水巻病院
- 新行橋病院
- 熊本赤十字病院、等

## 交通アクセス
- JR日豊本線「南小倉駅」より徒歩約15分
- JR「小倉駅」より
  - 西鉄バス：行先番号110、134、138、急行(昭和池入口)、急行(南朽網)乗車「大手町」停留所下車徒歩約1分